# AK1
AK1 (англ. Adenylate kinase 1) – білок, який кодується однойменним геном, розташованим у людей на 9-й хромосомі. Довжина поліпептидного ланцюга білка становить 194 амінокислот, а молекулярна маса — 21 635.
| 10         |  | 20         |  | 30         |  | 40         |  | 50         |
| ---------- |  | ---------- |  | ---------- |  | ---------- |  | ---------- |
| MEEKLKKTKI |  | IFVVGGPGSG |  | KGTQCEKIVQ |  | KYGYTHLSTG |  | DLLRSEVSSG |
| SARGKKLSEI |  | MEKGQLVPLE |  | TVLDMLRDAM |  | VAKVNTSKGF |  | LIDGYPREVQ |
| QGEEFERRIG |  | QPTLLLYVDA |  | GPETMTQRLL |  | KRGETSGRVD |  | DNEETIKKRL |
| ETYYKATEPV |  | IAFYEKRGIV |  | RKVNAEGSVD |  | SVFSQVCTHL |  | DALK       |

A: Аланін

C: Цистеїн

D: Аспарагінова кислота

E: Глутамінова кислота

F: Фенілаланін

G: Гліцин

H: Гістидин

I: Ізолейцин

K: Лізин

L: Лейцин

M: Метіонін

N: Аспарагін

P: Пролін

Q: Глутамін

R: Аргінін

S: Серин

T: Треонін

V: Валін

Кодований геном білок за функціями належить до трансфераз, кіназ, фосфопротеїнів. 
Задіяний у такому біологічному процесі, як ацетилювання. 
Білок має сайт для зв'язування з АТФ, нуклеотидами. 
Локалізований у цитоплазмі.